# Paraphlomis formosana
Paraphlomis formosana là một loài thực vật có hoa trong họ Hoa môi. Loài này được (Hayata) T.H.Hsieh & T.C.Huang mô tả khoa học đầu tiên năm 1995.